# Eurybia lycisca
Eurybia lycisca är en fjärilsart som beskrevs av John Obadiah Westwood 1851. Eurybia lycisca ingår i släktet Eurybia och familjen Riodinidae. Inga underarter finns listade i Catalogue of Life.

## Bildgalleri

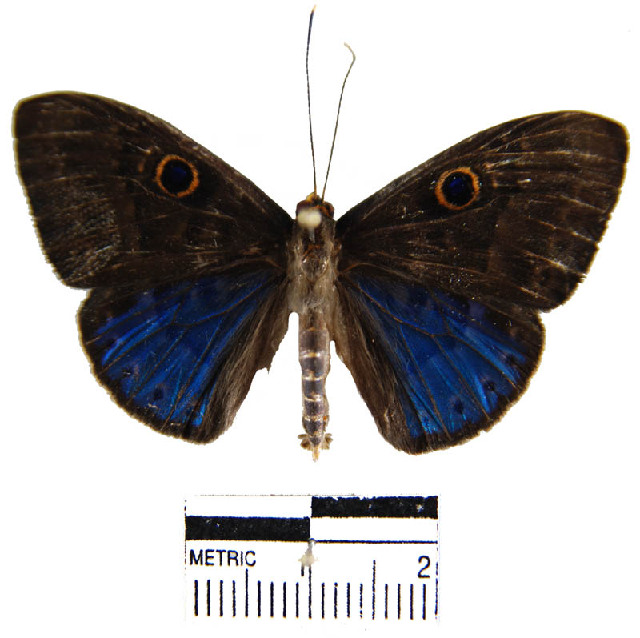
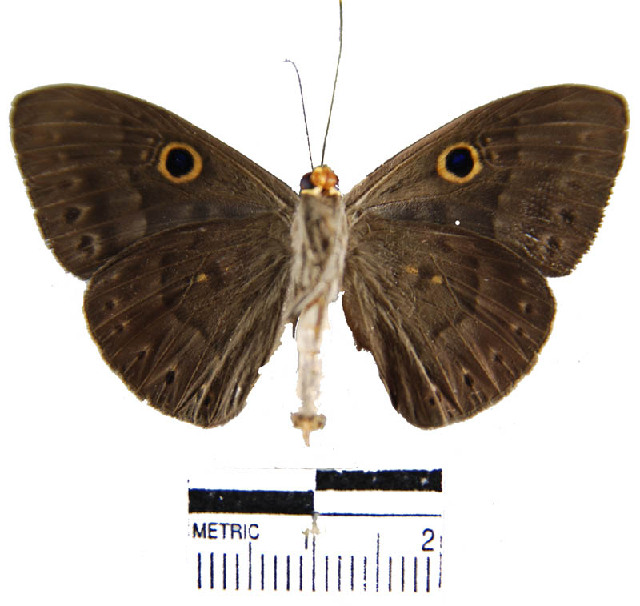